# Gambia Workers’ Confederation
Die Gambia Workers’ Confederation (GWC) ist eine Gewerkschaft im westafrikanischen Staat Gambia mit Sitz in Banjul. Sie ist angegliedert an den Internationalen Gewerkschaftsbund (ITUC = International Trade Union Confederation).
Das International Centre for Trade Union Rights (ICTUR) berichtete, dass Generalsekretär Pa Moudou K.B. Faal von der National Intelligence Agency (NIA) zweimal verhaftet wurde, als er im Dezember 1996 und April 1997 plante ins Ausland zu reisen.